# Osvaldo Colla
Osvaldo Luis Colla (Rosario, 11 de enero de 1936) es un exfutbolista argentino. Apodado el Ronco, se desempeñaba como delantero y su primer club fue Rosario Central.

## Carrera

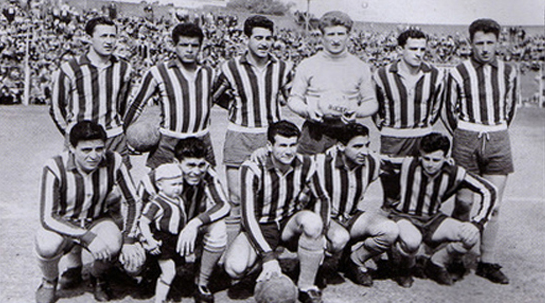
Rosario Central en 1959. Parados: Juan Lombardi, Néstor Cardoso, José Minni, Juan Bertoldi, Carlos Álvarez, Miguel La Rosa; hincados: Alberto Sánchez, Hugo Rivero, Osvaldo Colla, Juan Castro, Ricardo Giménez.

Criado en Granadero Baigorria, llegó a Central a los 16 años junto a Ricardo Giménez. Era zurdo y de buen porte físico, a lo que le sumaba velocidad.  En 1957 tuvo su oportunidad de debutar en primera. Fue el 11 de diciembre, ante Gimnasia y Esgrima La Plata, convirtiendo un gol (11 de diciembre, fecha 29 del Campeonato de Primera División, derrota 3-2). Al año siguiente jugó 4 encuentros y marcó 2 goles, pero se destaca un encuentro de práctica que enfrentó a Central con la Selección Argentina, que se preparaba para el Mundial Suecia 1958, donde convirtió un gol, pero la prensa lo reflejó con otro nombre, ya que Colla estaba cumpliendo con el servicio militar obligatorio y había salido sin permiso. Ese año también disputó la Copa Suecia, marcando 3 goles. En 1959 jugó 20 encuentros y marcó 8 tantos, dos de ellos ante el campeón del torneo, San Lorenzo de Almagro, en una victoria 2-0 como visitante el 15 de noviembre. Su pase fue adquirido por Atlanta, pero fue cedido a Ferro Carril Oeste, no llegando a jugar para el bohemio. En 1961 retornó a Central, y el Gitano Juárez lo recomendó para jugar en Belgrano de Córdoba. Allí debutó convirtiendo 3 goles en un clásico amistoso ante Talleres. Al poco tiempo retornó a Rosario y jugó en Totoras Juniors de la Liga Regional Totorense y en Sport Club Cañadense de la liga de Cañada de Gómez.

## Clubes
| Club                 | País      | Año       |
| -------------------- | --------- | --------- |
| Rosario Central      | Argentina | 1957-1959 |
| Atlanta              | Argentina | 1960      |
| Ferro Carril Oeste   | Argentina | 1960      |
| Belgrano (Córdoba)   | Argentina | 1961      |
| Totoras Juniors      | Argentina | 196?      |
| Sport Club Cañadense | Argentina | 196?      |